# Сидельников, Виктор Владимирович
Виктор Владимирович Сидельников (род. 15 января 1963, Нальчик) — советский и российский волейболист, мастер спорта международного класса и тренер по волейболу.

## Биография
Виктор Сидельников родился в Нальчике, волейболом начал заниматься с 7 лет. В 1979 году был приглашён в ленинградский «Автомобилист». В Ленинграде окончил училище гражданской авиации и Институт физической культуры имени П. Ф. Лесгафта.

### Игровая карьера
В составе «Автомобилиста» связующий Виктор Сидельников неоднократно становился серебряным и бронзовым призёром чемпионатов СССР, обладателем Кубка СССР (1983, 1989), Кубка Кубков (1981/82, 1982/83), Кубка CEV (1987/88, 1988/89) и чемпионом России (1992, 1992/93).
В 1981 году стал чемпионом мира, а в 1982-м — чемпионом Европы в составе молодёжной сборной СССР. Выступал за национальную сборную Советского Союза, с которой выиграл чемпионат Европы 1983 года и бронзовую медаль чемпионата мира-1990. В 1995 году провёл 5 матчей за сборную России в розыгрыше Мировой лиги.
В 1995 году покинул Санкт-Петербург, играл за клубы различных европейских стран: немецкий «Мёрс», французский АСПТТ, польский «Стилон» и финский «Иску» (Тампере). В составе немецкого клуба был финалистом Кубка Германии, а со «Стилоном» из Гожува-Велькопольского — бронзовым призёром чемпионата Польши-1998/99.
В 2000 году вернулся в Россию, в конце октября получил предложение поиграть за вторую команду «Белогорья-Динамо», выступавшую в высшей лиге чемпионата России, но после нескольких тренировок был переведён в главную белгородскую команду. В 2001 году в возрасте 38 лет завершил игровую карьеру из-за травмы.

### Тренерская карьера
Летом 2001 года Виктор Сидельников стал главным тренером казанского «Динамо». К этому времени волжский коллектив выиграл чемпионат первой лиги и готовился к дебюту в высшей лиге «Б». За два года Сидельников вывел динамовцев в Суперлигу и в сезоне-2003/04 с ходу выиграл со своей командой бронзовые медали чемпионата России. В следующем году был выигран Кубок России и ещё одна бронза национального чемпионата, а в сезоне 2006/07 годов «Динамо-Таттрансгаз» стало чемпионом России. В седьмой год работы в Казани Сидельников выиграл с динамовцами Кубок России, занял третье место в чемпионате страны и привёл команду к вершине Лиги чемпионов, после чего уступил место на тренерском мостике команды, сменившей название на «Зенит», Владимиру Алекно.
В ноябре 2008 года Виктор Владимирович возглавил могилёвский «Металлург»-БеЛа, с этого времени он также входил в число кандидатов на должность главного тренера сборной Польши, но в июне 2009 года сменил Александра Сингаевского на посту наставника сборной Беларуси и работал в этой должности до сентября 2011 года.
Под руководством Сидельникова белорусская команда выступила в двух турнирах Евролиги (2009, 2011), оба раза заняв 7-е место, а в 2010 году не смогла выйти в финальную стадию чемпионата Европы из сложной отборочной группы, в которой также играли команды Италии, Турции и Румынии.
Параллельно с работой в должности главного тренера белорусской сборной Сидельников до января 2010 года возглавлял венский «Хот-Волейс», после чего был тренером-консультантом гродненского «Коммунальника», а с марта 2010 до июня 2011 года — главным тренером румынского «Томиса» (Констанца).
В 2012—2013 годах Виктор Сидельников возглавлял солигорский «Шахтёр», выступавший в Открытом чемпионате России и ставший серебряным призёром чемпионата Беларуси.
Летом 2012 года снова занял должность главного тренера мужской сборной Беларуси, которая в сентябре под его руководством впервые в своей истории пробилась в финальную стадию чемпионата Европы, став одним из победителей второго раунда отборочного турнира. Аналогичного успеха белорусская команда добилась в мае 2014 года. В финальных раундах первенств Европы подопечные Сидельникова не смогли одержать ни одной победы и занимали соответственно 15-е и 16-е места. После завершения Евро-2015 российский специалист оставил пост главного тренера сборной Беларуси.
В мае 2015 года Виктор Сидельников возглавил команду российской высшей лиги «А» «Ярославич». В сезоне-2016/17 привёл ярославский коллектив к победе в турнире второго по значимости дивизиона и завоеванию путёвки в Суперлигу.
В феврале — марте 2020 года работал старшим тренером уфимского «Урала».
С 2022 года работал тренером-консультантом в клубе «Зенит» (Санкт-Петербург), а в феврале 2023 года сменил на должности главного тренера Андрея Толочко. При Сидельникове команда на финише регулярного чемпионата выиграла 4 из 5 матчей и осталась на третьем месте в турнирной таблице. В четвертьфинале петербуржцы выиграли серию у «Динамо-ЛО» (2–1), в полуфинале проиграли «Динамо» (0–3), а в серии за «бронзу» уступили «Локомотиву» (1–3). В межсезонье 2023 года стал главным тренером команды на сезон 2023/24, но в середине сезона оставил свой пост из-за конфликта с игроками и неудовлетворительными результатами команды.